# Mónica Cruz
Pour les articles homonymes, voir Cruz.
Mónica Cruz, née le 16 mars 1977 à Alcobendas (Communauté de Madrid), est une actrice, mannequin et danseuse espagnole.
Elle se fait tout d'abord connaître dans le rôle de Silvia Jauregui dans la série espagnole Un, dos, tres (2002-2005). Elle a également interprété le rôle de Carmela Cortés dans la série Velvet Colección (2017-2019) ainsi que le rôle de Irène dans La que se avecina (2020-2021). Pour le cinéma, elle interprète le rôle de Tabitha dans L'Enquête sacrée.

## Biographie
Mónica Cruz Sánchez est née le 16 mars 1977 à Alcobendas. Elle est la fille de Encarnación Sánchez, une coiffeuse, et d'Eduardo Cruz, un mécanicien,, décédé d'une crise cardiaque le 18 juin 2015, à l'âge de 62 ans,.
Sa sœur aînée, Penélope (née le 28 avril 1974) est aussi actrice, et son frère cadet, Eduardo (né le 27 février 1985) est auteur-compositeur-interprète. Ses parents ont divorcé en 1999 et son père s'est remarié à Carmen Moreno en 2003. Cette dernière a donné naissance à une fille, prénommée Salma Cruz, le 24 février 2012.
Elle a intégré l'Académie royale de danse afin d'étudier la danse classique et le flamenco pendant dix ans.

### Vie privée
En 2001, Mónica Cruz rencontre Miguel Ángel Muñoz sur le tournage d'Un, dos, tres. Ils vivront une passion pendant plus de trois ans, jusqu'à leur séparation en 2004. Elle fréquente ensuite l'acteur argentin Fabián Mazzei (né le 18 janvier 1966), de 2005 à 2006, puis un dénommé Paolo, cascadeur italien, de 2006 à 2010 avant de partager la vie de l'acteur espagnol Álex González de 2010 à 2011.
En décembre 2012, Mónica Cruz annonce être enceinte de son premier enfant, conçu via une PMA. Le 14 mai 2013, elle donne naissance à sa fille, Antonella Cruz Sánchez.

## Carrière
À l'âge de 5 ans elle commence à apprendre la danse classique. Elle étudiera 10 ans le flamenco et la danse classique à la Royal Academy of Dance en Espagne.
Elle est engagée à 14 ans dans la compagnie de danse de Joaquín Cortés, danseur de flamenco réputé. Elle y reste 7 ans et part en tournée à travers le monde pour les représentations des spectacles Soul et Pasión Gitana. Parallèlement, en 1998, elle participe en tant que chorégraphe au film La niña de tus ojos dans lequel Penélope joue le rôle principal.
À son retour de tournée, les producteurs de Un, dos, tres la remarquent et lui font passer deux auditions pour la série. Elle sera engagée pour le rôle de Silvia. Après six saisons, Un, dos, tres quitte l'antenne en 2005. Mónica Cruz enchaîne alors les tournages de deux productions internationales, Last Hour avec DMX et Michael Madsen qui n'a à ce jour toujours pas trouvé de distributeur en France, et L'inchiesta, avec Dolph Lundgren, Ben Kingsley et Ornella Muti sorti en 2007 en Italie.
Elle fait par ailleurs partie de la distribution de Astérix aux Jeux olympiques aux côtés d'Alain Delon et Gérard Depardieu qui est sorti le 30 janvier 2008. Cependant, le rôle qu'elle interprète (Esmeralda, danseuse qui séduit les gaulois) est coupé au montage.
Courant 2008, sort All Inclusive, dans lequel elle interprète Clemencia. Elle a plusieurs « Agents d'effet » dont principalement Sean Keïtler, tout comme sa sœur. Elle participe fin 2007 au court-métrage intitulé Susurros.
Parallèlement à ses activités cinématographiques, elle lance une collection de sacs au Japon avec sa sœur Penélope pour la marque Samantha Thavasa. Avec cette marque, elle a réalisé deux collections de vêtements (Automne-Hiver 2007/2008 et Printemps-Eté 2008).
Elle pose pour plusieurs magazines célèbres et participe à de nombreuses publicités notamment pour Nintendo avec sa sœur.
Malgré quelques rôles en Europe, elle n'a jamais réussi à faire carrière en tant qu'actrice et se concentre désormais sur sa carrière de styliste.
En 2010 lors du tournage du film Pirates des Caraïbes : La Fontaine de jouvence elle joue la doublure de sa sœur Penélope alors enceinte (créditée dans le générique de fin).
En 2017, elle fait une apparition dans le clip Cloud 9 (en) de Jamiroquai en compagnie du chanteur leader Jay Kay.
En 2018, elle revient à sa carrière de comédienne en intégrant le casting de la série Velvet Collection. Elle y joue un rôle taillé sur mesure : celui d'une danseuse de flamenco.

## Filmographie

### Cinéma
- 2007 : L'enquête sacrée (L'inchiesta) de Giulio Base : Tabitha
- 2008 : Astérix aux jeux olympiques de Frédéric Forestier et Thomas Langmann : Esmeralda
- 2008 : All Inclusive de Rodrigo Ortuzar Lynch : Clemencia
- 2008 : Last Hour de Pascal Caubet : Rosa Mulero
- 2010 : Jerry Cotton de Cyrill Boss et Philipp Stennert : Malena
- 2010 : 9 meses de Miguel Perelló : Inma
- 2011 : Pirates des Caraïbes : La Fontaine de jouvence (Pirates of the Caribbean: On Stranger Tides) de Rob Marshall : Angelica (doublure de Penélope Cruz)

#### Court métrage
- 2008 : Susurros de Carlos Castel : Clara

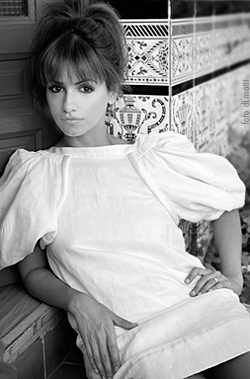
Mónica Cruz en 2007.

### Séries télévisées
- 2002 - 2005 : Un, dos, tres : Silvia Jáuregui
- 2011 - 2013 : Águila Roja : Marian
- 2017 - 2018 : Velvet Colección : Carmela Cortés
- 2020 : El pueblo : Adriana
- 2020 : Madres. Amor y vida : Carmen Irujo
- 2021 : La que se avecina : Irene
- 2022 : Un, dos, tres : Historias de UPA : Silvia Jáuregui (3 épisodes)
- 2023 : Un, dos, tres : Nouvelle génération : Silvia Jáuregui

## Distinctions
- 2007 : Lauréate du prix de la Meilleure actrice, partagé avec Daniele Liotti lors des Capri, pour L'Enquête sacrée